# Oxid chlorečný
Oxid chlorečný (Cl2O5) je hypotetickým, dosud nepřipraveným oxidem chloru. Teorie předpovídá, že nejstabilnějším izomerem je struktura obsahující peroxidový můstek mezi atomy chloru. Oxid je studován pomocí kvantově-chemických výpočtů a dá se předpokládat, že se vyskytuje jako meziprodukt některých mechanismů. Zatím se jej ale nepodařilo izolovat.

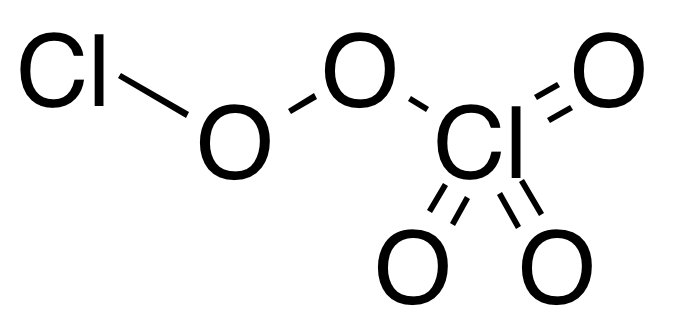
Nejstabilnější izomer oxidu chlorečného.